# Felix Holt, the Radical
Felix Holt, the Radical is de vijfde roman van de Engelse schrijfster George Eliot (het pseudoniem van Mary Ann Evans). Het boek werd voor het eerst gepubliceerd in 1866 in de voor een victoriaanse roman gebruikelijke drie delen bij de uitgeverij William Blackwood & Sons. Daarmee keerde George Eliot terug naar haar vroegere uitgever na een weinig succesvol avontuur met uitgeverij Smith, Elder & Co., die haar vorige boek, Romola, had gepubliceerd.

## Publicatie
Romola, dat speelt in het vijftiende-eeuwse Florence, was in termen van verkoopcijfers een mislukking. Met Felix Holt, the Radical kreeg George Eliot de kans om haar lezerspubliek terug te winnen. Net als haar eerste drie boeken speelde Felix Holt, the Radical in de Engelse Midlands. Het centrum van de gebeurtenissen is het stadje Treby Magna in het fictieve graafschap Loamshire.
Het schrijven van het boek kostte veertien maanden. Het was klaar op 31 mei 1866 en lag op 15 juni al in de boekhandels. Het boek verkocht minder goed dan Eliots eerste drie romans, maar beter dan Romola. Na een jaar waren 5.000 exemplaren verkocht.
Het boek werd tijdens Eliots leven nog drie maal herdrukt (in december 1866, 1869 en 1878); de derde druk was in één deel en de vierde in twee delen. De schrijfster bracht in de latere drukken nog enkele kleine correcties aan, vooral het rechtzetten van zetfouten.
Sindsdien is het boek steeds in druk gebleven, ook al wordt het veel minder gelezen dan bijvoorbeeld Middlemarch of The Mill on the Floss.
Het boek is onder andere vertaald in het Duits, Frans, Italiaans en Russisch. Een Nederlandse vertaling van de hand van Jacoba van Westrheene-van Heijningen (1821-1900) verscheen in 1867 onder de titel Felix Holt, de radikaal: Een verhaal bij Van Druten & Bleeker in Sneek. In 1870 werd deze vertaling herdrukt in de verzamelde werken, die op de markt werden gebracht door dezelfde uitgeverij.

## Achtergrond
In de tijd dat George Eliot het boek schreef, bereidde het Britse parlement de tweede Reform Act voor, die in 1867 zou leiden tot een uitbreiding van het kiesrecht. Zoals veel landen kende Groot-Brittannië een vorm van censuskiesrecht: alleen mannen die een bepaald bedrag aan belastingen betaalden, mochten stemmen. Bij de tweede Reform Act werd dat bedrag sterk verlaagd, zodat het aantal kiesgerechtigden steeg van één naar twee miljoen (van ca. zeven miljoen volwassen mannen). Ook de beter gesitueerde arbeiders mochten voortaan stemmen.
Felix Holt, the Radical blikt terug op de eerste Reform Act van 1832. Bij die hervorming ging het systeem van kiesdistricten op de schop. Vóór de hervorming kon het aantal kiezers per district variëren van 12 tot 12.000. Rijke landheren hadden een onevenredige invloed op de uitkomst van de verkiezingen, soms in een paar districten tegelijk. Grote steden als Birmingham en Manchester hadden geen vertegenwoordiger in het parlement. In 1832 werden kleinere districten samengevoegd en kregen bovendien alle grotere steden een of meer eigen zetels in het Lagerhuis. In het boek kan bijvoorbeeld in Treby Magna voor het eerst gestemd worden over de twee parlementszetels voor North Loamshire. Bovendien werd het aantal kiezers iets uitgebreid. Na de Reform Act had 18% van de volwassen Britse mannen kiesrecht.
In het boek stelt Harold Transome, een van de hoofdpersonen, zich kandidaat voor een zetel van North Loamshire namens de Radicalen, een parlementaire groepering, die zich had afgescheiden van de Whigs en zich afzette tegen het Britse establishment. Veel Radicalen stonden sympathiek tegenover het idee van algemeen kiesrecht.
In 1859 fuseerden de Radicalen met de Whigs en een groep Conservatieven die bekendstond als de Peelites (volgelingen van Robert Peel), tot de Liberal Party.

### Address to Working Men
In Blackwood’s Edinburgh Magazine van januari 1868 publiceerde George Eliot een essay in de vorm van een traktaat, zogenaamd geschreven door Felix Holt: ‘Address to Working Men, by Felix Holt’. Het idee voor het essay kwam van John Blackwood, haar uitgever, die op deze manier een advies hoopte te geven aan de mensen die zojuist kiesrecht hadden gekregen dankzij de tweede Reform Act. Het traktaat sluit aan op de woorden die de schrijfster haar hoofdpersoon in de mond legt in hoofdstuk 30 van het boek. Uitbreiding van het kiesrecht is uitstekend, maar de mensen die het kiesrecht krijgen, moeten er wel mee om kunnen gaan. Ze horen te worden voorbereid op hun nieuwe verantwoordelijkheid en een collectief verantwoordelijkheidsbesef te ontwikkelen.
Dit standpunt heeft weinig met Holts vermeende radicalisme te maken. John Blackwood, een overtuigd Tory, was tevreden met het essay.

## Samenvatting
De roman heeft twee verhaallijnen, die in de loop van het boek steeds meer onderling verweven raken.
Harold Transome, de zoon van een landeigenaar, keert terug uit de Oriënt, waar hij zijn fortuin gemaakt heeft. Zijn vader is al vele jaren seniel; zijn moeder, Mrs. Transome, heeft jarenlang het landgoed beheerd met hulp van de advocaat Matthew Jermyn. Als Harold het beheer overneemt, koestert hij al direct verdenkingen tegen Jermyn. Hij vermoedt dat die geld verduisterd heeft. Hij besluit echter Jermyn nog even aan te houden in de hoop dat die hem kan helpen bij zijn plannen om lid van het Lagerhuis te worden. Tot verbijstering van zijn moeder, die overtuigd Tory is, zegt hij zich kandidaat te willen stellen namens de Radicalen.
Het district North Loamshire, waarvoor Harold Transome zich kandidaat stelt, mag twee afgevaardigden naar het Lagerhuis sturen. Behalve Transome staan ook de Whig Peter Garstin en de Tory Philip Debarry kandidaat. Die twee besluiten samen te werken tegen hun radicale concurrent.
In Treby Magna, de hoofdplaats van het kiesdistrict, roept de weduwe Mrs. Holt de hulp in van Rufus Lyon, een dominee van de Engelse dissenters, om haar onhandelbare zoon Felix Holt tot de orde te roepen. Haar man was een kwakzalver, die middeltjes verkocht tegen alle mogelijke ziekten. Zij heeft de recepten nog, maar Felix heeft haar verboden door te gaan met de verkoop van de middeltjes. Hij heeft uitgezocht dat ze nergens goed voor zijn en soms zelfs de patiënt nog zieker maken. Felix probeert hen beiden op een eerlijke manier in leven te houden, als horlogemaker. Ze is daar niet gelukkig mee, want de ‘medicijnen’ waren een goede bron van inkomsten.
Zo krijgt Rufus Lyon contact met Felix Holt. Hoewel deze geen trouwe kerkganger is, raken de twee toch hecht bevriend. Met Rufus’ dochter Esther Lyon heeft Felix eerst een stroeve verstandhouding, maar langzamerhand groeit de wederzijdse waardering. Esther heeft veel bewondering voor Felix’ levenshouding. Hij geeft niet om geld en is compromisloos eerlijk.
In het mijnstadje Sproxton is Felix er getuige van dat de advocaat John Johnson mijnwerkers en grondwerkers dronken voert en opstookt om actie te voeren voor de verkiezing van Harold Transome in het parlement. Deze arbeiders hebben zelf geen kiesrecht, maar Felix weet dat zij ingezet gaan worden om de mensen die het wel hebben onder druk te zetten. Hoewel hij zelf aan de kant van de Radicalen staat, protesteert hij, maar de meute keert zich tegen hem en hij kan weinig anders doen dan weggaan. Kort daarna komt hij in contact met Harold Transome. Harold spreekt met Jermyn over het gedrag van Johnson, die, zoals Harold al vermoedde, in opdracht van Jermyn handelt. Hij laat weten dat hij de campagne minder agressief wil voeren. Jermyn wimpelt hem af met vage beloften.
Rufus Lyon komt door toeval in contact met Maurice Christian, een bediende van Philip Debarry. Christian heeft voorwerpen in zijn bezit die toebehoorden aan Maurice Christian Bycliffe, de eerste echtgenoot van Rufus’ overleden vrouw Annette en de echte vader van Esther. Rufus vraagt zich af of Christian en Bycliffe dezelfde man zijn en schakelt Jermyn in om dat uit te zoeken. Het blijkt dat Christian in werkelijkheid Henry Scaddon heet. Scaddon en Bycliffe waren krijgsgevangenen van de Fransen. Toen Scaddon werd vrijgelaten, ruilden ze van identiteit, zodat Bycliffe als eerste weg kon. Bycliffe is inmiddels overleden. In een tweede gesprek met Lyon komt Scaddon/Christian te weten dat Bycliffe de eigenlijke vader van Esther was. De volgende dag vertelt Lyon aan Esther de waarheid over haar afkomst.
Op de verkiezingsdag breken relletjes uit. Dronken mijnwerkers en grondwerkers uit Sproxton zwerven plunderend door Treby Magna. Felix Holt, die heeft opgevangen dat de hulp van het leger is ingeroepen, stelt zich aan het hoofd van de plunderaars in de hoop dat hij hen zo snel mogelijk de stad uit kan krijgen, waar, naar hij hoopt, het leger op hen wacht. Hij worstelt met een politieman en neemt hem zijn sabel af. Op het moment dat de rand van de stad is bereikt, verliest hij echter de controle over de meute, die oprukt naar het landhuis van de familie Debarry en daar verder aan het plunderen slaat. Op dat moment komt de cavalerie aanstormen. De meute wordt uiteengedreven. Felix is een van degenen die worden gearresteerd.
Tijdens de verkiezingen na de Reform Act van 1832 braken inderdaad relletjes uit. George Eliot had ze in haar jeugd nog meegemaakt in haar geboorteplaats Nuneaton.
Harold Transome wordt niet gekozen tot afgevaardigde. Nu is er voor hem geen enkele reden meer om Matthew Jermyn nog langer de hand boven het hoofd te houden. Hij begint een procedure om de verduisterde gelden terug te krijgen. Jermyn weet het onheil nog even af te wenden door te vertellen dat er een erfopvolgingskwestie bestaat. Er is een familie die een sterkere claim heeft op Transomes landgoed dan Harold Transome en zijn ouders: een zekere familie Bycliffe. Er is nog een nazaat van die familie in leven, maar Jermyn is alleen bereid de naam te noemen als Transome zijn procedure stopt.
Scaddon/Christian intussen komt in contact met John Johnson, die ook op de hoogte is van de claims van de familie Bycliffe. Samen constateren ze dat Esther Lyon, ofwel Esther Bycliffe, recht heeft op het landgoed van de Transomes. Johnson schrijft haar een brief, waarin hij zijn diensten aanbiedt bij het verwerkelijken van die claim. Christian neemt contact op met Harold Transome en vertelt hem voor 1000 pond wie de laatste Bycliffe is.
De familie Transome neemt Esther in huis, zodat ze zich kan voorbereiden op haar nieuwe rol als eigenares van een landgoed. Harold hoopt dat hij haar kan overhalen met hem te trouwen; daarmee zou de hele erfopvolgingskwestie van de baan zijn. Eerst ziet hij het als een zuiver zakelijke regeling, maar geleidelijk wordt hij echt verliefd op haar. De procedure tegen Jermyn zet hij door, al raadt zijn moeder het af. Ze wijst op de vele diensten die Jermyn de familie bewezen heeft. Ook Johnson begint een procedure tegen zijn vroegere opdrachtgever.
Felix Holt moet terechtstaan voor zijn leidende rol bij de rellen en doodslag op een politiefunctionaris, want de bewuste politieman, Tucker, bleef dood achter op de plaats van de worsteling wegens een gebroken ruggengraat. Bij het proces getuigen Harold Transome, Rufus Lyon en Esther Lyon dat Felix een grote afkeer van een rellende dronken menigte heeft en zeker niet van plan is geweest zich aan het hoofd van zo’n menigte te stellen. Daarvan wordt hij dan ook vrijgesproken, maar wel wordt hij veroordeeld tot vier jaar celstraf wegens doodslag.
Na het proces komen enkele notabelen van het kiesdistrict bij elkaar om te overleggen of ze gezamenlijk gratie zullen vragen voor Felix Holt. Onder hen zijn Harold Transome, zijn voormalige tegenstander Philip Debarry, nu parlementslid, en diens vader Sir Maximus Debarry, die allebei onder de indruk waren van de getuigenis van Esther Lyon bij het proces. Bij die bijeenkomst doet Matthew Jermyn een laatste wanhopige poging om zijn ondergang af te wenden. Hij komt halverwege de vergadering onverwachts binnen en zegt tegen Transome: ‘Ik ben je vader.’ Sir Maximus werkt hem de deur uit.
Harold vertelt Esther dat er iets is voorgevallen waardoor hij het landgoed al direct moet overdragen. Hij verklaart haar ook zijn liefde, maar zegt direct dat een huwelijk niet meer aan de orde is. Esther vraagt een dag bedenktijd. De volgende dag vertelt ze dat ze afziet van alle claims op het landgoed en teruggaat naar haar (stief)vader. Wel weet ze nog een verzoening te bewerkstelligen tussen Harold en zijn moeder, overigens zonder dat ze probeert te achterhalen wat er tussen die twee precies mis is.
Esther trouwt met Felix Holt, die na het gratieverzoek van de notabelen inderdaad is vrijgelaten. Rijk worden ze nooit. Jermyn verlaat geruïneerd het land, maar John Johnson heeft nog steeds een bloeiende advocatenpraktijk.

## Literaire reputatie
Felix Holt, the Radical kreeg goede kritieken, maar niet vanwege Felix Holt, naar wie het boek is vernoemd. Henry James vond, net als vele anderen, Esther Lyon de eigenlijke heldin van het verhaal. Haar karakter laat duidelijk een ontwikkeling zien, terwijl Felix Holt steeds dezelfde starre ideeën blijft koesteren. Ook zijn radicalisme komt niet uit de verf. James wijst echter op de vele bijfiguren in de roman, die soms maar even optreden, maar voor de lezer direct gaan leven.
Een latere criticus als Eliots biograaf Rosemary Ashton is dezelfde mening toegedaan:
‘Blackwood appreciated, as did her readers, the richly observed social scene, although the election riot which occurred in her native Nuneaton in 1832, is a rather tame affair, and Felix Holt himself is unconvincing both as a radical and as a hero.’
(‘Blackwood waardeerde, net als haar lezers, de gedetailleerd uitgewerkte maatschappelijke achtergrond, hoewel de verkiezingsrel die plaatsvond in haar geboorteplaats Nuneaton in 1832, maar een tamme bedoening is en Felix Holt niet overtuigt, noch als radicaal, noch als held.’)
Veel critici zien wel de fouten in de roman, maar komen toch tot een positief oordeel. Rohan Maitzen schrijft:
‘We can see this effect clearly in George Eliot’s most overtly political novel, Felix Holt, the Radical (1866). Today sharing the honors of “least read” with her historical novel Romola, Felix Holt lacks the bucolic charm of Adam Bede, the visceral appeal of The Mill on the Floss, and the astonishing balance of narrative finesse and intellectual reach of her later masterpieces, Middlemarch and Daniel Deronda. At the same time, it has its own integrity, a unity arising from the complexly rendered interrelationships between its election plot and its compelling personal stories.’
(‘We kunnen dit effect duidelijk waarnemen in George Eliots meest openlijk politieke roman, Felix Holt, the Radical (1866). Terwijl het boek vandaag de dag de status van “minst gelezen” deelt met haar historische roman Romola, mist Felix Holt de charme van de herdersroman die Adam Bede heeft, het beroep dat The Mill on the Floss doet op onze gevoelens, en de verbazende balans tussen vertelkunst en intellectuele diepgang van haar latere meesterwerken Middlemarch en Daniel Deronda. Tegelijkertijd heeft het boek een eigen integriteit, een eenheid in verscheidenheid tussen het verhaal van de verkiezingen en de boeiende belevenissen van de personages.’)
Felix Holt, the Radical wordt vaak gezien als een soort voorstudie voor haar belangrijkste roman Middlemarch. Dat schrijft bijvoorbeeld Alexander Welsh in zijn essay ‘The Later Novels’ in The Cambridge Companion to George Eliot.
Vincent van Gogh was een groot bewonderaar van de roman, die hij een aantal malen noemt in zijn brieven:
‘In de eerste kist die naar den Haag gaat zult gij diverse pakjes vinden, wees zoo goed daar zorg voor te dragen.
Vooreerst een voor U zelven, waarin “Felix Holt”, als gij het gelezen hebt zend het dan s.v.p. naar Etten, en als men het daar uit heeft, s.v.p. bij gelegenheid naar hier terug want het behoort niet van mij. Het is een boek, dat mij zeer getroffen heeft en dat zal het U ook wel doen.
(...)
Ook is er een pakje voor Pa, doe Uw best te zorgen het nog op Pa's verjaardag te Etten komt; gij zoudt er misschien Felix Holt kunnen bijvoegen, en het lezen als het in Etten is geweest, dat is misschien nog wel het beste.’ (aan Theo, januari 1876)
‘Hebt Gij iets moois gelezen in den laatsten tijd? Zorg toch dat Gij op de een of andere manier de boeken van Eliot eens te lezen krijgt, Gij zult daar geen spijt van hebben, Adam Bede, Silas Marner, Felix Holt, Romola (Savonarola’s geschiedenis), Scenes from Clerical life. Gij weet wij gaven de 3 onderstreepten aan Pa op Zijn verjaardag verleden jaar.’ (aan Theo, 3 maart 1878)
‘V.d. Weele was weer eens bij me. Misschien kom ik door hem in kennis met Piet vd. Velden dien ge zeker wel kent uit zijn boeren- en visschersfiguren.
Ik heb v.d. V. ééns ontmoet en hij maakte toen een goede impressie op mij, ik dacht aan ’t figuur van Felix Holt de radicaal, van Eliott. Er is iets breeds en ruws in hem dat mij zeer bevalt – iets van het ruwe van torchon.’ (aan Theo, 21 april 1883)

## Het boek als inspiratiebron
In 1915 werd Felix Holt, the Radical verfilmd.
In 2007 zond de BBC een driedelig hoorspel uit dat was gebaseerd op het boek in een bewerking door Michael Eaton.